# Бенуа, Николай Александрович
Николай Александрович Бенуа (1901—1988) — русско-итальянский театральный художник, с 1935 года главный сценограф миланского театра «Ла Скала».

## Биография
Родился 19 апреля (2 мая) 1901 года в Ораниенбауме в семье художника Александра Николаевича Бенуа и Анны Карловны Кинд. Был крещён 26 июля в петербургской римско-католической церкви Св. Екатерины тремя именами: Николай-Александр-Михаил.
Одновременно с обучением в гимназии К. И. Мая (1912—1919) занимался у своего отца и театрального художника Ореста Аллегри, а в 1916—1918 годах — в Новой художественной мастерской у Василия Шухаева и Александра Яковлева. В 1919—1924 годах учился в ПГСХУМ (Петроградские государственные свободные художественно-учебные мастерские, бывшая Императорская Академия художеств), в 1922 году преобразованные в Высший художественно-технический институт).
С 1919 года в Госактеатрах[прояснить] исполнял декорации по эскизам А. Н. Бенуа, М. В. Добужинского, Б. М. Кустодиева, В. А. Щуко. Дебютировал как сценограф в постановке пьесы «Пер Гюнт» Г. Ибсена в петроградском академическом драматическом театре. После эмиграции О. К. Аллегри в Италию в 1921 году Н. А. Бенуа стал главным художником Госактеатров. В 1923 году он дебютировал в Академическом театре оперы и балета с декорациями к балету К. Глазунова «Времена года». Участвовал в выставках «Мир искусства» 1922 и 1924 годов.
В июне 1924 года по приглашению Национальной оперы вместе со своей женой уехал в Париж. Сотрудничал в театре-кабаре Н. Ф. Балиева «Chauve-Souris». В Париже встретился с Александром Саниным, который получив в 1925 году приглашение для постановки «Хованщины» М. Мусоргского в театре Ла Скала, рекомендовал в качестве декоратора Николая Бенуа, который 22 декабря 1925 года переехал в Милан. В 1926 году в театре Ла Скала он исполнил эскизы декораций и костюмов к опере, которые очень понравились художественному директору театра А. Тосканини.
В 1927—1932 годах Бенуа жил в Риме (Виа Виченца, 31, затем — Вияле Реджина Маргерита, 287), где работал сценографом в Римском королевском оперном театре (оформил 26 спектаклей). С конца 1932 года снова жил в Милане (Виа Данте, 16, затем — Пьяцца Мария Аделаиде, 2; здесь после его смерти была установлена мемориальная доска Фондом культуры СССР и миланским муниципалитетом). В 1937 году получил итальянское гражданство; в 1937—1970 годах был директором художественно-постановочной части театра Ла Скала (126 постановок; часть оформил со своим отцом). Оформлял спектакли он также в других театрах Италии, а также в Париже, Берлине, Буэнос-Айресе; работал художником кино.
В 1964 году для гастролей театра Ла Скала в России он оформил «Трубадур» Дж. Верди и «Турандот» Дж. Пуччини. В 1965 году он сотрудничал с Б. А. Покровским в постановке оперы «Сон в летнюю ночь» Б. Бриттена в Большом театре. Позже, в 1978 году он снова получил приглашение в Москву, в Большой театр, для постановки «Бала-маскарада» Дж. Верди. В 1986 году он оформил для Большого театра оперу «Мазепа» Чайковского в постановке С. Ф. Бондарчука
Н. А. Бенуа развивал традиции сценографии Серебряного века. Лауреат премии «Золотого Биббиена» (1975). Почётный член Академии художеств СССР (1988). Работал он также в драматическом театре и в кино; выступал как живописец и график, участвовал в выставках художников.
Умер в Кодройпо, близ Удине в 1988 году, по разным источникам 30 или 31 марта.

## Семья
В 1922 году женился на Марии Николаевне Павловой (1899—1980). Их сын, Роман, родился в Риме, 25 июня 1931 года.
В конце 1950-х годов женился вторично на Дисме Де Чекко (1927 — 01.01.2007).
|                                        |                                        |                                        |                                        |                                        |                                        |  |  |                                      |                                      |                                      |                                      |                                      |                                      |  |  |                                                |                                                |                                                |                                                |                                                |                                                |  |  |                                       |                                       |                                       |                                       |                                       |                                       |  |  | Леонтий (Луи Жюль) Бенуа (1770—1822)          |                                               |                                               |                                               |                                               |                                               |  |  |                                         |                                         |                                         |                                         |                                         |                                         |  |  |                                         |                                         |                                         |                                         |                                         |                                         |  |  |                                   |                                   |                                   |                                   |                                   |                                   |  |  |                                           |                                           |                                           |                                           |                                           |                                           |  |  |  |  |  |  |  |  |  |  |  |  |  |  |  |  |  |  |  |  |  |  |  |  |  |  |  |  |  |  |  |  |  |  |  |  |  |  |  |  |  |  |  |  |  |  |  |  |  |  |  |  |
|                                        |                                        |                                        |                                        |                                        |                                        |  |  |                                      |                                      |                                      |                                      |                                      |                                      |  |  |                                                |                                                |                                                |                                                |                                                |                                                |  |  |                                       |                                       |                                       |                                       |                                       |                                       |  |  |                                               |                                               |                                               |                                               |                                               |                                               |  |  |                                         |                                         |                                         |                                         |                                         |                                         |  |  |                                         |                                         |                                         |                                         |                                         |                                         |  |  |                                   |                                   |                                   |                                   |                                   |                                   |  |  |                                           |                                           |                                           |                                           |                                           |                                           |  |  |  |  |  |  |  |  |  |  |  |  |  |  |  |  |  |  |  |  |  |  |  |  |  |  |  |  |  |  |  |  |  |  |  |  |  |  |  |  |  |  |  |  |  |  |  |  |  |  |  |  |
|                                        |                                        |                                        |                                        |                                        |                                        |  |  |                                      |                                      |                                      |                                      |                                      |                                      |  |  |                                                |                                                |                                                |                                                |                                                |                                                |  |  |                                       |                                       |                                       |                                       |                                       |                                       |  |  |                                               |                                               |                                               |                                               |                                               |                                               |  |  |                                         |                                         |                                         |                                         |                                         |                                         |  |  |                                         |                                         |                                         |                                         |                                         |                                         |  |  |                                   |                                   |                                   |                                   |                                   |                                   |  |  |                                           |                                           |                                           |                                           |                                           |                                           |  |  |  |  |  |  |  |  |  |  |  |  |  |  |  |  |  |  |  |  |  |  |  |  |  |  |  |  |  |  |  |  |  |  |  |  |  |  |  |  |  |  |  |  |  |  |  |  |  |  |  |  |
| Михаил Леонтьевич Бенуа (1799—1867)    | Михаил Леонтьевич Бенуа (1799—1867)    | Михаил Леонтьевич Бенуа (1799—1867)    | Михаил Леонтьевич Бенуа (1799—1867)    | Михаил Леонтьевич Бенуа (1799—1867)    | Михаил Леонтьевич Бенуа (1799—1867)    |  |  | Леонтий Леонтьевич Бенуа (1801—1885) | Леонтий Леонтьевич Бенуа (1801—1885) | Леонтий Леонтьевич Бенуа (1801—1885) | Леонтий Леонтьевич Бенуа (1801—1885) | Леонтий Леонтьевич Бенуа (1801—1885) | Леонтий Леонтьевич Бенуа (1801—1885) |  |  |                                                |                                                |                                                |                                                |                                                |                                                |  |  |                                       |                                       |                                       |                                       |                                       |                                       |  |  | Николай Леонтьевич Бенуа (1813—1898)          | Николай Леонтьевич Бенуа (1813—1898)          | Николай Леонтьевич Бенуа (1813—1898)          | Николай Леонтьевич Бенуа (1813—1898)          | Николай Леонтьевич Бенуа (1813—1898)          | Николай Леонтьевич Бенуа (1813—1898)          |  |  |                                         |                                         |                                         |                                         |                                         |                                         |  |  |                                         |                                         |                                         |                                         |                                         |                                         |  |  | Юлий Леонтьевич Бенуа (1820—1898) | Юлий Леонтьевич Бенуа (1820—1898) | Юлий Леонтьевич Бенуа (1820—1898) | Юлий Леонтьевич Бенуа (1820—1898) | Юлий Леонтьевич Бенуа (1820—1898) | Юлий Леонтьевич Бенуа (1820—1898) |  |  | Александр Леонтьевич Бенуа (1817—1875)    | Александр Леонтьевич Бенуа (1817—1875)    | Александр Леонтьевич Бенуа (1817—1875)    | Александр Леонтьевич Бенуа (1817—1875)    | Александр Леонтьевич Бенуа (1817—1875)    | Александр Леонтьевич Бенуа (1817—1875)    |  |  |  |  |  |  |  |  |  |  |  |  |  |  |  |  |  |  |  |  |  |  |  |  |  |  |  |  |  |  |  |  |  |  |  |  |  |  |  |  |  |  |  |  |  |  |  |  |  |  |  |  |
| Михаил Леонтьевич Бенуа (1799—1867)    | Михаил Леонтьевич Бенуа (1799—1867)    | Михаил Леонтьевич Бенуа (1799—1867)    | Михаил Леонтьевич Бенуа (1799—1867)    | Михаил Леонтьевич Бенуа (1799—1867)    | Михаил Леонтьевич Бенуа (1799—1867)    |  |  | Леонтий Леонтьевич Бенуа (1801—1885) | Леонтий Леонтьевич Бенуа (1801—1885) | Леонтий Леонтьевич Бенуа (1801—1885) | Леонтий Леонтьевич Бенуа (1801—1885) | Леонтий Леонтьевич Бенуа (1801—1885) | Леонтий Леонтьевич Бенуа (1801—1885) |  |  |                                                |                                                |                                                |                                                |                                                |                                                |  |  |                                       |                                       |                                       |                                       |                                       |                                       |  |  | Николай Леонтьевич Бенуа (1813—1898)          | Николай Леонтьевич Бенуа (1813—1898)          | Николай Леонтьевич Бенуа (1813—1898)          | Николай Леонтьевич Бенуа (1813—1898)          | Николай Леонтьевич Бенуа (1813—1898)          | Николай Леонтьевич Бенуа (1813—1898)          |  |  |                                         |                                         |                                         |                                         |                                         |                                         |  |  |                                         |                                         |                                         |                                         |                                         |                                         |  |  | Юлий Леонтьевич Бенуа (1820—1898) | Юлий Леонтьевич Бенуа (1820—1898) | Юлий Леонтьевич Бенуа (1820—1898) | Юлий Леонтьевич Бенуа (1820—1898) | Юлий Леонтьевич Бенуа (1820—1898) | Юлий Леонтьевич Бенуа (1820—1898) |  |  | Александр Леонтьевич Бенуа (1817—1875)    | Александр Леонтьевич Бенуа (1817—1875)    | Александр Леонтьевич Бенуа (1817—1875)    | Александр Леонтьевич Бенуа (1817—1875)    | Александр Леонтьевич Бенуа (1817—1875)    | Александр Леонтьевич Бенуа (1817—1875)    |  |  |  |  |  |  |  |  |  |  |  |  |  |  |  |  |  |  |  |  |  |  |  |  |  |  |  |  |  |  |  |  |  |  |  |  |  |  |  |  |  |  |  |  |  |  |  |  |  |  |  |  |
|                                        |                                        |                                        |                                        |                                        |                                        |  |  |                                      |                                      |                                      |                                      |                                      |                                      |  |  |                                                |                                                |                                                |                                                |                                                |                                                |  |  |                                       |                                       |                                       |                                       |                                       |                                       |  |  |                                               |                                               |                                               |                                               |                                               |                                               |  |  |                                         |                                         |                                         |                                         |                                         |                                         |  |  |                                         |                                         |                                         |                                         |                                         |                                         |  |  |                                   |                                   |                                   |                                   |                                   |                                   |  |  |                                           |                                           |                                           |                                           |                                           |                                           |  |  |  |  |  |  |  |  |  |  |  |  |  |  |  |  |  |  |  |  |  |  |  |  |  |  |  |  |  |  |  |  |  |  |  |  |  |  |  |  |  |  |  |  |  |  |  |  |  |  |  |  |
| Александр Михайлович Бенуа (1862—1944) | Александр Михайлович Бенуа (1862—1944) | Александр Михайлович Бенуа (1862—1944) | Александр Михайлович Бенуа (1862—1944) | Александр Михайлович Бенуа (1862—1944) | Александр Михайлович Бенуа (1862—1944) |  |  | Алексей Леонтьевич Бенуа (1838—1902) | Алексей Леонтьевич Бенуа (1838—1902) | Алексей Леонтьевич Бенуа (1838—1902) | Алексей Леонтьевич Бенуа (1838—1902) | Алексей Леонтьевич Бенуа (1838—1902) | Алексей Леонтьевич Бенуа (1838—1902) |  |  | Екатерина Николаевна Бенуа-Лансере (1850—1933) | Екатерина Николаевна Бенуа-Лансере (1850—1933) | Екатерина Николаевна Бенуа-Лансере (1850—1933) | Екатерина Николаевна Бенуа-Лансере (1850—1933) | Екатерина Николаевна Бенуа-Лансере (1850—1933) | Екатерина Николаевна Бенуа-Лансере (1850—1933) |  |  | Альберт Николаевич Бенуа (1852—1936)  | Альберт Николаевич Бенуа (1852—1936)  | Альберт Николаевич Бенуа (1852—1936)  | Альберт Николаевич Бенуа (1852—1936)  | Альберт Николаевич Бенуа (1852—1936)  | Альберт Николаевич Бенуа (1852—1936)  |  |  | Леонтий Николаевич Бенуа (1856—1928)          | Леонтий Николаевич Бенуа (1856—1928)          | Леонтий Николаевич Бенуа (1856—1928)          | Леонтий Николаевич Бенуа (1856—1928)          | Леонтий Николаевич Бенуа (1856—1928)          | Леонтий Николаевич Бенуа (1856—1928)          |  |  | Михаил Николаевич Бенуа (1862—1931)     | Михаил Николаевич Бенуа (1862—1931)     | Михаил Николаевич Бенуа (1862—1931)     | Михаил Николаевич Бенуа (1862—1931)     | Михаил Николаевич Бенуа (1862—1931)     | Михаил Николаевич Бенуа (1862—1931)     |  |  | Александр Николаевич Бенуа (1870—1960)  | Александр Николаевич Бенуа (1870—1960)  | Александр Николаевич Бенуа (1870—1960)  | Александр Николаевич Бенуа (1870—1960)  | Александр Николаевич Бенуа (1870—1960)  | Александр Николаевич Бенуа (1870—1960)  |  |  | Юлий Юльевич Бенуа (1852—1929)    | Юлий Юльевич Бенуа (1852—1929)    | Юлий Юльевич Бенуа (1852—1929)    | Юлий Юльевич Бенуа (1852—1929)    | Юлий Юльевич Бенуа (1852—1929)    | Юлий Юльевич Бенуа (1852—1929)    |  |  | Александр Александрович Бенуа (1852–1928) | Александр Александрович Бенуа (1852–1928) | Александр Александрович Бенуа (1852–1928) | Александр Александрович Бенуа (1852–1928) | Александр Александрович Бенуа (1852–1928) | Александр Александрович Бенуа (1852–1928) |  |  |  |  |  |  |  |  |  |  |  |  |  |  |  |  |  |  |  |  |  |  |  |  |  |  |  |  |  |  |  |  |  |  |  |  |  |  |  |  |  |  |  |  |  |  |  |  |  |  |  |  |
| Александр Михайлович Бенуа (1862—1944) | Александр Михайлович Бенуа (1862—1944) | Александр Михайлович Бенуа (1862—1944) | Александр Михайлович Бенуа (1862—1944) | Александр Михайлович Бенуа (1862—1944) | Александр Михайлович Бенуа (1862—1944) |  |  | Алексей Леонтьевич Бенуа (1838—1902) | Алексей Леонтьевич Бенуа (1838—1902) | Алексей Леонтьевич Бенуа (1838—1902) | Алексей Леонтьевич Бенуа (1838—1902) | Алексей Леонтьевич Бенуа (1838—1902) | Алексей Леонтьевич Бенуа (1838—1902) |  |  | Екатерина Николаевна Бенуа-Лансере (1850—1933) | Екатерина Николаевна Бенуа-Лансере (1850—1933) | Екатерина Николаевна Бенуа-Лансере (1850—1933) | Екатерина Николаевна Бенуа-Лансере (1850—1933) | Екатерина Николаевна Бенуа-Лансере (1850—1933) | Екатерина Николаевна Бенуа-Лансере (1850—1933) |  |  | Альберт Николаевич Бенуа (1852—1936)  | Альберт Николаевич Бенуа (1852—1936)  | Альберт Николаевич Бенуа (1852—1936)  | Альберт Николаевич Бенуа (1852—1936)  | Альберт Николаевич Бенуа (1852—1936)  | Альберт Николаевич Бенуа (1852—1936)  |  |  | Леонтий Николаевич Бенуа (1856—1928)          | Леонтий Николаевич Бенуа (1856—1928)          | Леонтий Николаевич Бенуа (1856—1928)          | Леонтий Николаевич Бенуа (1856—1928)          | Леонтий Николаевич Бенуа (1856—1928)          | Леонтий Николаевич Бенуа (1856—1928)          |  |  | Михаил Николаевич Бенуа (1862—1931)     | Михаил Николаевич Бенуа (1862—1931)     | Михаил Николаевич Бенуа (1862—1931)     | Михаил Николаевич Бенуа (1862—1931)     | Михаил Николаевич Бенуа (1862—1931)     | Михаил Николаевич Бенуа (1862—1931)     |  |  | Александр Николаевич Бенуа (1870—1960)  | Александр Николаевич Бенуа (1870—1960)  | Александр Николаевич Бенуа (1870—1960)  | Александр Николаевич Бенуа (1870—1960)  | Александр Николаевич Бенуа (1870—1960)  | Александр Николаевич Бенуа (1870—1960)  |  |  | Юлий Юльевич Бенуа (1852—1929)    | Юлий Юльевич Бенуа (1852—1929)    | Юлий Юльевич Бенуа (1852—1929)    | Юлий Юльевич Бенуа (1852—1929)    | Юлий Юльевич Бенуа (1852—1929)    | Юлий Юльевич Бенуа (1852—1929)    |  |  | Александр Александрович Бенуа (1852–1928) | Александр Александрович Бенуа (1852–1928) | Александр Александрович Бенуа (1852–1928) | Александр Александрович Бенуа (1852–1928) | Александр Александрович Бенуа (1852–1928) | Александр Александрович Бенуа (1852–1928) |  |  |  |  |  |  |  |  |  |  |  |  |  |  |  |  |  |  |  |  |  |  |  |  |  |  |  |  |  |  |  |  |  |  |  |  |  |  |  |  |  |  |  |  |  |  |  |  |  |  |  |  |
|                                        |                                        |                                        |                                        |                                        |                                        |  |  |                                      |                                      |                                      |                                      |                                      |                                      |  |  | Зинаида Серебрякова (1884—1967)                | Зинаида Серебрякова (1884—1967)                | Зинаида Серебрякова (1884—1967)                | Зинаида Серебрякова (1884—1967)                | Зинаида Серебрякова (1884—1967)                | Зинаида Серебрякова (1884—1967)                |  |  | Альберт Альбертович Бенуа (1879—1930) | Альберт Альбертович Бенуа (1879—1930) | Альберт Альбертович Бенуа (1879—1930) | Альберт Альбертович Бенуа (1879—1930) | Альберт Альбертович Бенуа (1879—1930) | Альберт Альбертович Бенуа (1879—1930) |  |  | Надежда Леонтьевна Бенуа-Устинова (1895—1975) | Надежда Леонтьевна Бенуа-Устинова (1895—1975) | Надежда Леонтьевна Бенуа-Устинова (1895—1975) | Надежда Леонтьевна Бенуа-Устинова (1895—1975) | Надежда Леонтьевна Бенуа-Устинова (1895—1975) | Надежда Леонтьевна Бенуа-Устинова (1895—1975) |  |  | Константин Михайлович Бенуа (1885—1950) | Константин Михайлович Бенуа (1885—1950) | Константин Михайлович Бенуа (1885—1950) | Константин Михайлович Бенуа (1885—1950) | Константин Михайлович Бенуа (1885—1950) | Константин Михайлович Бенуа (1885—1950) |  |  | Николай Александрович Бенуа (1901—1988) | Николай Александрович Бенуа (1901—1988) | Николай Александрович Бенуа (1901—1988) | Николай Александрович Бенуа (1901—1988) | Николай Александрович Бенуа (1901—1988) | Николай Александрович Бенуа (1901—1988) |  |  |                                   |                                   |                                   |                                   |                                   |                                   |  |  | Альберт Александрович Бенуа (1888—1960)   | Альберт Александрович Бенуа (1888—1960)   | Альберт Александрович Бенуа (1888—1960)   | Альберт Александрович Бенуа (1888—1960)   | Альберт Александрович Бенуа (1888—1960)   | Альберт Александрович Бенуа (1888—1960)   |  |  |  |  |  |  |  |  |  |  |  |  |  |  |  |  |  |  |  |  |  |  |  |  |  |  |  |  |  |  |  |  |  |  |  |  |  |  |  |  |  |  |  |  |  |  |  |  |  |  |  |  |
|                                        |                                        |                                        |                                        |                                        |                                        |  |  |                                      |                                      |                                      |                                      |                                      |                                      |  |  | Зинаида Серебрякова (1884—1967)                | Зинаида Серебрякова (1884—1967)                | Зинаида Серебрякова (1884—1967)                | Зинаида Серебрякова (1884—1967)                | Зинаида Серебрякова (1884—1967)                | Зинаида Серебрякова (1884—1967)                |  |  | Альберт Альбертович Бенуа (1879—1930) | Альберт Альбертович Бенуа (1879—1930) | Альберт Альбертович Бенуа (1879—1930) | Альберт Альбертович Бенуа (1879—1930) | Альберт Альбертович Бенуа (1879—1930) | Альберт Альбертович Бенуа (1879—1930) |  |  | Надежда Леонтьевна Бенуа-Устинова (1895—1975) | Надежда Леонтьевна Бенуа-Устинова (1895—1975) | Надежда Леонтьевна Бенуа-Устинова (1895—1975) | Надежда Леонтьевна Бенуа-Устинова (1895—1975) | Надежда Леонтьевна Бенуа-Устинова (1895—1975) | Надежда Леонтьевна Бенуа-Устинова (1895—1975) |  |  | Константин Михайлович Бенуа (1885—1950) | Константин Михайлович Бенуа (1885—1950) | Константин Михайлович Бенуа (1885—1950) | Константин Михайлович Бенуа (1885—1950) | Константин Михайлович Бенуа (1885—1950) | Константин Михайлович Бенуа (1885—1950) |  |  | Николай Александрович Бенуа (1901—1988) | Николай Александрович Бенуа (1901—1988) | Николай Александрович Бенуа (1901—1988) | Николай Александрович Бенуа (1901—1988) | Николай Александрович Бенуа (1901—1988) | Николай Александрович Бенуа (1901—1988) |  |  |                                   |                                   |                                   |                                   |                                   |                                   |  |  | Альберт Александрович Бенуа (1888—1960)   | Альберт Александрович Бенуа (1888—1960)   | Альберт Александрович Бенуа (1888—1960)   | Альберт Александрович Бенуа (1888—1960)   | Альберт Александрович Бенуа (1888—1960)   | Альберт Александрович Бенуа (1888—1960)   |  |  |  |  |  |  |  |  |  |  |  |  |  |  |  |  |  |  |  |  |  |  |  |  |  |  |  |  |  |  |  |  |  |  |  |  |  |  |  |  |  |  |  |  |  |  |  |  |  |  |  |  |
|                                        |                                        |                                        |                                        |                                        |                                        |  |  |                                      |                                      |                                      |                                      |                                      |                                      |  |  |                                                |                                                |                                                |                                                |                                                |                                                |  |  |                                       |                                       |                                       |                                       |                                       |                                       |  |  | Питер А. Устинов (1921—2004)                  | Питер А. Устинов (1921—2004)                  | Питер А. Устинов (1921—2004)                  | Питер А. Устинов (1921—2004)                  | Питер А. Устинов (1921—2004)                  | Питер А. Устинов (1921—2004)                  |  |  | Михаил Константинович Бенуа (1912—1955) | Михаил Константинович Бенуа (1912—1955) | Михаил Константинович Бенуа (1912—1955) | Михаил Константинович Бенуа (1912—1955) | Михаил Константинович Бенуа (1912—1955) | Михаил Константинович Бенуа (1912—1955) |  |  |                                         |                                         |                                         |                                         |                                         |                                         |  |  |                                   |                                   |                                   |                                   |                                   |                                   |  |  |                                           |                                           |                                           |                                           |                                           |                                           |  |  |  |  |  |  |  |  |  |  |  |  |  |  |  |  |  |  |  |  |  |  |  |  |  |  |  |  |  |  |  |  |  |  |  |  |  |  |  |  |  |  |  |  |  |  |  |  |  |  |  |  |

## Рекомендуемая литература
- Ренцо Аллегри Николай Бенуа рассказывает… Пер. с итальянского И. Константиновой. — СПб.: «Государственный музей-заповедник Петергоф», 2013.